# Остоич, Предраг
Пре́драг О́стоич (серб. Предраг Остојић; 22 февраля 1938, Кралево — 5 июля 1996, Майнц) — югославский и сербский шахматист, гроссмейстер (1975). Журналист. 

## Биография
Предраг Остоич родился 22 марта 1938 года в югославском Кралево. Детство мальчика было невероятно тяжелым – его родной город находился в эпицентре боевых действий между войсками Гитлера и партизанами Тито. В 1941-м Освободительная армия окружила Кралево, в ответ на что фашисты вырезали практически всё население города. Погибли многие родственники Остоича, но он и его мать чудом остались живы, бежав в Белград.
После войны маленький Предраг начал играть в шахматы – столица Югославии оказалась одним из центров шахматной Европы, и каждый третий мальчишка там мечтал стать новым Светозаром Глигоричем. Остоич выступал за клуб «Zenum», который в 1959-м представлял на неофициальном Кубке европейских чемпионов. Молодой шахматист вышел в финал чемпионата Югославии 1962 года и сходу занял там пятое место.
Параллельно Предраг учился на журналиста и в составе студенческой югославской сборной дважды занимал вторые места на командных чемпионатах мира. В конце 60-х Остоич выдвигается в число лучших игроков страны: побеждает в Бевервейке (1967, 1968), Париже (1968,1969, 1970), выигрывает чемпионат Югославии 1968 года и становится международным мастером. Его силу прочувствовали даже советские шахматисты.
«В Париже у меня был сильный соперник – опытный международный мастер Предраг Остоич из Югославии. Партия между нами закончилась вничью, остальные восемь партий он выиграл! Я, к сожалению, не смог выиграть в первом туре. Тогда я еще не понимал, что это будет иметь решающее значение. Остальные партии я выиграл и стал вторым с результатом 8 (!) очков из 9. Однако организаторам турнира понравилась моя игра, и они пригласили меня в главный турнир на следующий год. Но перед турниром в главной советской газете «Правда» появилась статья гроссмейстера Александра Котова, в которой он всем сообщал, что «мы слишком балуем молодых шахматистов». Вместо меня на турнир поехала одна шахматистка, значительно старше меня и значительно более слабая. Результат был соответствующий» (Г. Тимощенко).
В те годы Остоич регулярно входил в состав югославской команды на матчи с СССР и Венгрией, хотя пробиться в олимпийскую шестерку ему не удавалось, несмотря на то, что в 1971 году он повторно выиграл чемпионат страны. Мастер первенствовал в Сан-Хуане (1971), Приштине (1972), Сан-Паулу (1973), Касабланке (1974), Хасселте (1974), Врнячке-Бане (1975), что приносит ему гроссмейстерские погоны. Югослав дважды встречался за доской с Михаилом Ботвинником, делал ничьи с Василием Смысловым, Тиграном Петросяном, однако наибольшее впечатление на Остоича произвели встречи с Робертом Фишером.
В 80-е Предраг уже редко играл в турнирах и переключился на журналистику и судейство, стал международным арбитром. Когда в Брюсселе было объявлено о создании Международной ассоциации гроссмейстеров (1987), то Предраг Остоич от лица югославских шахматистов предложил Фишеру место почетного председателя правления, ибо тот «был не только гениальным шахматистом, но и пионером в деле создания профессиональных шахмат». Остоич надеялся предложить американцу выступить в качестве комментатора Кубка мира, однако все его инициативы остались без ответа.
К сожалению, на склоне лет Остоич стал жертвой своего азарта. После развала Югославии и гражданских войн между народами единой прежде страны он начал страдать от депрессий, боролся с которыми походами в казино. 
5 июля 1996 года, проигравшись в ноль, гроссмейстер выбросился из окна гостиницы в немецком Майнце.

## Спортивные результаты
Лучшие результаты в чемпионатах страны: 1968 и 1971 — 1-2-е места. Победитель и призёр многих международных турниров: Бевервейк (1967) — 1-3-е; Париж (1968, 1969 и 1970) — 1-е; Зволле (1968) — 2-е; Сан-Хуан (1971), Приштина (1972) и Сан-Паулу (1973) — 1-е; Олот (1974) — 2-3-е; Касабланка (1974) — 1-4-е; Хасселт (1974) — 1-е; Врнячка-Баня (1975) — 1-3-е; Кливленд (1975) — 2-е; Сандерфьорд (1976) и Висбаден (1987) — 1-е места.
| Год  | Город        | Турнир                   | + | − | = | Результат | Место |
| ---- | ------------ | ------------------------ | - | - | - | --------- | ----- |
| 1967 | Бевервейк    | Международный турнир «Б» |   |   |   | из        | 1-3   |
| 1968 | Париж        | Международный турнир     |   |   |   | из        | 1     |
|      | Зволле       | Международный турнир     |   |   |   | из        | 2     |
|      |              | Чемпионат Югославии      |   |   |   | из        | 1-2   |
| 1969 | Париж        | Международный турнир     |   |   |   | из        | 1     |
| 1970 | Париж        | Международный турнир     |   |   |   | из        | 1     |
| 1971 | Сан-Хуан     | Международный турнир     |   |   |   | из        | 1     |
|      |              | Чемпионат Югославии      |   |   |   | из        | 1-2   |
| 1972 | Приштина     | Международный турнир     |   |   |   | из        | 1     |
| 1973 | Сан-Паулу    | Международный турнир     | 8 | 3 | 1 | 8½ из 12  | 1     |
| 1974 | Олот         | Международный турнир     | 6 | 2 | 3 | 7½ из 11  | 2-3   |
|      | Касабланка   | Международный турнир     |   |   |   | из        | 1-4   |
|      | Хасселт      | Международный турнир     |   |   |   | из        | 1     |
| 1975 | Врнячка-Баня | Международный турнир     |   |   |   | из        | 1-3   |
|      | Кливленд     | Международный турнир     |   |   |   | из        | 2     |
| 1976 | Сандерфьорд  | Международный турнир     |   |   |   | из        | 1     |
| 1987 | Висбаден     | Международный турнир     |   |   |   | из        | 1     |
|      |              |                          |   |   |   | из        |       |

## Изменения рейтинга
| Графики недоступны из-за технических проблем. См. информацию на Фабрикаторе и на mediawiki.org. |